# Turnerovy deníky
Turnerovy deníky je román z roku 1978 od Williama Luthera Pierce, vůdce radikální a neonacistické americké organizace National Alliance, který byl zveřejněn pod pseudonymem Andrew MacDonald. Turnerovy deníky popisují násilnou revoluci ve Spojených státech amerických, která vede k pádu federální vlády Spojených států amerických a nakonec i vyhlazení všech Židů a nebílých, a ponechání celkové bílé populace na světě na čísle padesáti milionů.
Román byl původně k dostání jen skrze poštovní objednávky a na srazech militaristů a částečně vycházel i v publikacích National Alliance. Později, když práva ke knize zakoupil americký nakladatel Lyle Stuart, byla k dostání i v běžných knihkupectvích. V souvislosti s rozvojem internetu je či byla volně ke stažení na mnoha internetových stránkách. Do roku 2000 se knihy mělo prodat okolo 500 000 kusů.[zdroj⁠?!]
Kniha bývá spojována s mnoha skutečnými násilnými činy. Ponejvíce s bombovým útokem v Oklahoma City provedeným 19. dubna 1995 Timothy McVeighem na budovu FBI, při kterém zahynulo 168 lidí.

## Děj
Turnerovy deníky jsou uvedeny předmluvou umístěnou do roku 2099, sto let po událostech popsaných v knize. Ta cituje nedávno objevený deník muže jménem Earl Turner, aktivního člena Organizace, která se oněch událostí zúčastnila. Kniha popisuje násilné svržení federální vlády Spojených států a současně i brutální rasovou válku, která se nejdříve odehrává v Severní Americe a posléze i ve zbytku světa.
Příběh začíná brzy poté, co federální vláda zkonfiskuje všechny privátně držené střelné zbraně na základě tzv. Cohenova zákona, a Organizace, jejíž jsou Turner a jeho druzi členy, se uchyluje do podzemí a zahájí guerillovou válku proti Systému, jenž je popsán jako svazek vlády, médií a ekonomiky, který je pod židovskou kontrolou spojovanou s podporou multikulturalismu a útlakem bílých Američanů. Organizace svou guerillovou válku započíná akcemi, jako je bombový útok, proti sídlu FBI a stupňuje ji v sériové kampani terorismu, atentátů a ekonomických sabotáží napříč Spojenými státy americkými. Turnerovy činy vedou k jeho přijetí do Řádu, kvazi-náboženskému vnitřnímu kádru, který Organizaci řídí a jehož existence zůstává tajná jak Systému, tak i běžným členům Organizace. Turner je zajat a uvězněn, jeho deník pokračuje až po návratu z vězení.
Nakonec Organizace převezme díky podpoře svých lidí infiltrovaných v armádě kontrolu nad jižní Kalifornií, včetně atomových zbraní na letecké základně Vandenberg, etnicky oblast vyčistí od všech černých, Hispánců a Asiatů a postupně nechá popravit všechny Židy, míšence a zrádce bílé rasy. V oblasti někdejších Spojených států na sever od území ovládaného Organizací vznikne konzervativní režim, který však později padne a území připadne Organizaci. Poté z Kalifornie vytvoří nejen základnu pro novou Ameriku, ale také základnu pro eskalaci války se Systémem, kdy za použití svých jaderných zbraní udeří na město New York a Izrael a vyvolají atomovou výměnu se Sovětským svazem, která je následována dalšími atomovými údery na území USA a „rasovým osvobozením“ dalších území v rámci USA.
Deníky končí v místě, kdy hlavní hrdina odlétá s letadlem nesoucím atomovou bombu na sebevražednou misi proti Pentagonu, aby zlikvidoval velení zbylé vojenské vlády dříve, než nařídí útok na Kalifornii. Pro tento čin byl vybrán, jelikož členové Řádu nesměli být uvězněni a Earl Turner byl díky omráčení zajat a nepodařilo se mu spolknout smrtící jed. Román končí epilogem, který shrnuje jak Organizace pokračovala v boji o dobytí zbytku světa a vyhlazení všech příslušníků jiných ras.
Turner ve svém deníku píše i o svém milostném vztahu, jeho přítelkyně, též členka Organizace, je v průběhu rasové války před Turnerovou smrtí při zátahu zabita.

## Akce spojené s knihou
Radikální organizace The Order, počátkem 80. let minulého století zapojená do vraždy, bankovních loupeží a padělání peněz, byla pojmenována podle skupiny z knihy a motivována knižním scénářem rasové války. Skupina zavraždila komentátora Alana Berga a byla zapojená i v jiných aktech násilí za účelem vyvolání rasové války popisované v knize.
V době svého zatčení měl Timothy McVeigh u sebe kopii Turnerových deníků. Jeho bombový útok byl téměř totožný s událostí popsanou v knize, kde skupina hlavní postavy Earla Turnera za použití vozu naloženého výbušninou poničila sídlo FBI.

## Český překlad
Český překlad Turnerových deníků zveřejnily například webové stránky Národně-vzdělávacího institutu. V květnu 2008 vychází v nakladatelství Kontingent press nový překlad Turnerových deníků. Vydání Turnerových deníků od uvedení na trh doprovází relativně velká prodejnost. Vzhledem k tomu, že je považována za rasistickou, někdy je nazývána „biblí rasistické pravice“, začala se o ni zajímat nejvýznamnější média v ČR
.